# 佳恩 (1992年)
趙佳恩（： Jo Ga Eun，1992年07月28日—），以Dal★Shabet活動期間曾使用佳恩（： Ga Eun）作藝名。韓國女模特兒、前歌手。曾為Happy Face娛樂旗下女子組合Dal★Shabet成員，其擔當為領Rapper、副唱、領舞，在2011年1月4日以首張迷你專輯Supa Dupa Diva在M! Countdown正式出道。
2015年12月8日，Happy Face娛樂表示佳恩與公司的合約於12月底期滿不續約並退出Dal★Shabet，日後轉往時尚圈發展。
2018年6月23日結婚，大4歲的丈夫是共同創業而結識的圈外人。

## 經歷
2010年: Ceci Magazine （模特兒）

## 作品

### 音樂
所屬團體之共同作品，請參閱 Dal★Shabet
- 2015年：池赫拉《XOX (feat. Dal★Shabet佳恩)》

### MV
- 2010年：One Two《Very Good》
- 2015年：池赫拉《XOX (feat. Dal★Shabet佳恩)》

### 廣告代言
- 2010年： 2PM&少女時代Caribbean Bay （臨時演員）

## 外部連結
- 佳恩的Instagram帳戶